# NGC 1353
NGC 1353 este o emission-line galaxy⁠(d) situată în constelația Eridanul. A fost descoperită în 1784 de către William Herschel. Se află la o distanță de 25,82 de megaparseci de Pământ.